# Apor Péter (történetíró)
Báró altorjai Apor Péter (Altorja, 1676. június 3. – Altorja, 1752. szeptember 22.) történetíró, főispán, királybíró. Az altorjai Apor családból származik.

## Élete

### Származása, gyermek- és ifjúkora
Atyja, báró Apor János korán (már fia születési évében) elhunyt. Anyja Vajna Katalin volt. Előbb Apor Farkas, majd Apor István gróf gyámsága alatt nevelkedett. Apor István nagybátyja volt Apor Péternek. Apor Péter apja, Apor János és Apor István testvérek voltak. Iskoláit 1686-ban Kolozsvárott kezdte. Felsőfokú tanulmányait a nagyszombati egyetemen végezte, ahol 1695-ben bölcsészdoktor, 1696-ban pedig jogászdoktor lett.

### További pályája
Visszatérve Erdélybe, a közügyeknek szentelte életét. A Habsburg-ház kitartó híve volt, hűségéért I. Lipót 1699-ben Küküllő vármegye főispánjává nevezte ki. Ugyanez év június 28-án nőül vette Kálnoki Borbálát, gróf Kálnoki Sámuel alkancellár és Lázár Erzsébet leányát.
A Rákóczi-szabadságharc idején gyakran volt kénytelen lakóhelyet változtatni, majd megfosztották birtokától, és rabságot is szenvedett. 1704. január 4-én a kurucok elől Brassóba, majd 1705-ben Havaselvére menekült. Júliusban azonban visszatért, és csatlakozott a kurucokhoz. 1706-ban Graven ezredes elfogta és Brassóban két évig rabságban tartotta. Az udvari tanács végül ártatlannak találta, és 1707 júliusában felmentették, de csak november 10-én nyerte vissza szabadságát. 1708-ban háromszéki főkirálybiró lett, 1713. január 15-én bárói rangot nyert. Az 1717-iki tatár beütés alkalmával a Székelyföldről ő hárította el a veszedelmet. 1718–19-ben lakóhelyéből, Altorjából a pestisjárvány miatt elmenekülni kényszerült. 1722-ben a család régi birtokán, a Fogaras melletti Galacon lakott (ma Fogaras városrésze). 1744-ben főkormányszéki tanácsosnak jelölték, és III. Károly király arany nyaklánccal tüntette ki. A tanácsosságot azonban nem vállalta el, és megmaradt főkirálybírónak. 1747-ben elvesztette a szeme világát. Erdély 1748. évi eseményeit már mással jegyeztette föl munkájában.

## Munkái
Viharos életének nyugodtabb szakaszaiban pontos és igen érdekes történelmi jegyzeteket készített. Hátrahagyott művei a 18. századi Erdély legnagyobb történetírói közé emelik. Lusus mundi című műve tudományos igényű genealógiai mű családjáról.
- Fő műve: a Metamorphosis Transylvaniae, azaz: Erdélynek régi együgyű alázatos ideiben való gazdagságából ez mostani kevély, czifra felfordúlt állapottyában koldússágra való változása, 1736-ban fejezte be. Nyomtatásban először 1863-ban jelent meg.
- Latin nyelvű munkái: Lusus mundi et ejusdem actus Scenicus, prout in humillima familia Aporiana ab exitu quidem ex Scythia non interrupta serie nobilis, sic in reliquis eidem sangvine junctis inclitis familiis, opere et veritate. Anno 1727. Synopsis mutationum notabiliorum aetate mea in Transylvania et progressus vitae meae. (Lásd: Altorjai b. Apor Péter munkái, 1863, Monumenta Hungariae Historiae II. osztály 11. kötet)
- Kéziratban maradt magyar nyelvű művei: Syntagma et syllabus vivorum et mortuorum aetate mea, qui memoriam non fugerunt. Azaz: Az élőknek és holtaknak, kik életemben hatvanhat esztendeig voltanak, összeszedése és száma, valakik eszembe jutottanak. Syntagma et syllabus mortuorum ante aetatem meam. Azaz: A születésem előtt, 1676. esztendő előtt való holtaknak számok és nevök, uri, fő s nemesi rendből valóknak. (E kéziratok a „Metamorphosis” kiegészítő részei, másolatai a marosvásárhelyi Teleki-könyvtárba, a gyulafehérvári Batthyáneumban, az OSZK és az MTA könyvtárába kerültek.)
- Voltak Apornak talán még más lappangó kézirati művein kívül, Simon tudós jezsuitához intézett, de eddig elő nem került levelei; amint ez utóbbi művében megemlíti (Additam. ad imag. antiq. et nov. Hung. Viennae 1754. p. 40.).
- Az erdélyi ősvadakról szóló kézirata Szentpétervárra került.

## Munkáinak újabb kiadásai[2]
- Altorjai b. Apor Péter munkái ; szerk. Kazinczy Gábor. Pest : Magyar Tudományos Akadémia, 1863
- Apor Péter verses művei és levelei : 1676-1752 / Apor Péter ; szerk. Szádeczky-Kardoss Lajos. Budapest : Magyar Tudományos Akadémia, 1903, 2 kötet
- Lusus mundi. Az Apor és azzal vérrokon családok története és nemzedékrendje; ford. Szász Ferenc; Stief Ny., Kolozsvár, 1912
- Metamorphosis Transylvaniae = (Erdély változása) / báró altorjai Apor Péter ; Cserei Mihály pótló megjegyzéseivel ; a szöveget gondozta és jegyzetekkel ell. Wildner Ödön. Budapest : Rózsavölgyi, 1927, 99 o.
- Metamorphosis Transylvanie, azaz Erdélynek, … változása / Apor Péter. Gyoma : Kner Izidor, 1941, 10 o.
- Erdély változása. 1703–1750. Apor Péter, II. Rákóczi Ferenc, Mikes Kelemen, Szakál Ferenc, Dániel István, Dienes József és Bethlen Kata írásaiból; bev. Tolnai Gábor; Franklin, Bp., 1942 (Erdély öröksége)
- Metamorphosis Transylvanie, azaz Erdélynek változása : 1736 / Apor Péter ; [szerk., az utószót és a jegyzeteket írta Tóth Gyula Budapest : Magyar Helikon, 1972, 115 o.
- Metamorphosis Transylvaniae / Apor Péter ; előszóval és jegyzetekkel ell. Kócziány László ; a szöveget gond. Lőrinczy Réka. Bukarest : Kriterion, 1978, 182 o. (Téka) ISBN 963-07-1438-8
- Metamorphosis Transylvanie, azaz Erdélynek változása 1736 / Apor Péter ; [szerk.,az utószót és a jegyzeteket irta Tóth Gyula. Budapest : Szépirodalmi Könyvkiadó, 1987, 169 o. (Olcsó könyvtár, 0133 1183) ISBN 963-15-3392-1
- Metamorphosis Transylvaniae; szerk. Lövétei Lázár László; Hargita, Csíkszereda, 2012 (Székely könyvtár)